# 織田信孝
織田信孝（1558年—1583年）是日本安土桃山時代的武將，織田信長之子，因為過繼予伊勢國的神戶氏，又稱為神戶三七郎（神戶信孝），因賤岳之戰起兵反對羽柴秀吉（即豐臣秀吉），事敗，被賜死，葬於鶴林山大御堂寺，法名昭雲院高嚴德公。

## 生平
他是織田信長的三男，幼名三七（因為生於3月7日的關係），母親是側室坂氏。實際上比次男信雄還要早二十天出生，但是因為母親身分低下，等到信雄出生，信長才知道信孝出生的事，因此排行成為第三。
1568年，於父親織田信長平定伊勢國之際，成為投降的神戶城（三重縣鈴鹿市）城主神戶具盛的養子，繼承神戶氏。
1574年到1575年時，出兵參與伊勢長島一向一揆平定戰，後來也參與1575年的越前一向一揆平定戰與1577年攻擊雑賀之戰，1578年則出兵參與對荒木村重的討伐戰。1582年被任命為四國征伐的總司令官，織田氏的宿老丹羽長秀與信孝的堂兄津田信澄也做為其副將，和他一起行動，但是卻在他們準備從堺渡海到四國時發生本能寺之變。本能寺之變發生後，隊伍陸續有逃兵現象發生，無法積極的展開作戰行動，便將身為明智光秀女婿的津田信澄殺害。之後在攝津國富田與進行「中國大撤退」後的羽柴秀吉軍合流並參與山崎之戰，擊破仇敵明智光秀。
後來舉行清洲會議，羽柴秀吉卻無視於信孝的存在，逕自決定織田氏的繼承人為信孝的姪子三法師，並以信孝輔佐三法師，將信忠領地美濃國讓給他。之後，信孝與織田氏宿老地位的柴田勝家與瀧川一益結合，同年十二月，對擁立三法師的秀吉起兵。但是秀吉也迅速對他們展開行動，使他們發兵失敗，只好投降，不但交出人質，也將三法師讓給秀吉。
第二年1583年，發生賤岳之戰，信孝再度起兵。但是同年四月，他的居城岐阜城被包圍，他所仰賴的柴田勝家也在北庄城開城投降時自殺。信孝被送到尾張國知多郡野間（愛知縣美濱町）的大御堂寺（野間大坊、平安時代末期源義朝被暗殺的場所），被迫切腹自盡，享年二十六歲，自殺的日期有四月二十九日（陽曆的6月19日）與五月二日（6月21日）二說。
他的辭世句為「むかしより主をうつみの野間なれば　むくいを待てや羽柴筑前」，意思大概是「古有野間亂臣弒主，羽柴筑前等待報應吧！（羽柴筑前即羽柴秀吉，當時他的官位是『筑前守』，此句是因用源義朝被野間地方的領主殺死的典故來詛咒秀吉）」。

## 人物
據說他的器量遠遠勝過他的兄長織田信雄。關於他的人格，在當時傳教士留下來的記載裡，給予他極高的評價。不過，跟只是平庸武將的信雄相比，信孝的能力是個未知數。在1581年的京都御馬揃閱軍典禮中，信孝排序第四，在他之前的依序是織田信忠、織田信雄、織田信包。
在《柴田退治記》中敘述:「三七信孝亦將軍御息男，而智勇越人。」

## 登場作品
影視劇
- 怎麼辦家康（2023年、NHK大河劇、演：吉田朋弘）